# Ponchelibius
Ponchelibius is een kevergeslacht uit de familie van de boktorren (Cerambycidae). De wetenschappelijke naam van het geslacht werd voor het eerst geldig gepubliceerd in 2007 door Komiya & Drumont.

## Soorten
Ponchelibius is monotypisch en omvat slechts de volgende soort:
- Ponchelibius sumatranus Komiya & Drumont, 2007